# Cyclocephala comata
Cyclocephala comata är en skalbaggsart som beskrevs av Bates 1888. Cyclocephala comata ingår i släktet Cyclocephala och familjen Dynastidae. Inga underarter finns listade i Catalogue of Life.